# 懐かしのブルーライトヨコハマ ヨコスカ
『懐かしのブルーライトヨコハマ ヨコスカ』（なつかしの - ）は、Mi-Keの2作目のオリジナル・アルバム。1991年12月16日にD.O.G. HOUSEから発売された。

## 解説
- アルバムタイトルにも曲名が含まれている3枚目のシングル『ブルーライト ヨコスカ』はいしだあゆみの『ブルー・ライト・ヨコハマ』から来ており、メロディもパロディ要素が多くなっている。
- 今作は『ブルー・ライト・ヨコハマ』が発売された60年代の女性歌手のヒット曲を中心にカバーしている。

## 収録曲
1. 恋のしずく
1968年に発売された伊東ゆかりの楽曲。
2. ブルーライト ヨコスカ
Mi-Keの3枚目のシングル。
3. 恋のバカンス
1963年に発売されたザ・ピーナッツの楽曲。
4. ブルーライトヨコハマ
1968年に発売されたいしだあゆみの楽曲。
原曲では各単語の間に中黒があるが、今作ではつけられていない。
5. 涙の太陽
1965年に発売されたエミー・ジャクソンの楽曲。
日本でも安西マリアなどによって日本語詞でカバーされているが今作では原曲通り英語詞でカバー。
6. 天使の誘惑
1968年に発売された黛ジュンの楽曲。
7. 霧のかなたに
1967年に発売された黛ジュンの楽曲。
8. 京都の恋
1970年に発売された渚ゆう子の楽曲。
9. 初恋のひと
1969年に発売された小川知子の楽曲。